# Nora Rochel
Nora Rochel (Heidelberg, 14 november 1979) is een Duits beeldend kunstenaar die werkzaam is als edelsmid en sieraadontwerper. 

## Leven en werk
Rochel heeft een Duitse vader en Koreaanse moeder. Zij volgde haar opleiding tot edelsmid van 2004 tot 2009 aan de Hochschule Pforzheim in Pforzheim. 
Rochel werkt vooral met gepatineerd zilver, dat op duurzame wijze is gewonnen, en florale motieven. Rochel brengt sieraden uit onder de titel Herbalism. Ze zegt geïnspireerd te worden door het Duitse woord Querbeet, dat zowel kan slaan op een plantenbed als op wild/chaotisch (zonder vastgelegde richting).

## Erkenning
- In 2014 kreeg zij in Karlsruhe de "Aanmoedigingsprijs voor jong kunsthandwerk" (Förderpreis für das junge Kunsthandwerk) van de deelstaat Baden-Württemberg.[3]
- In 2013 werkte zij drie maanden in Erfurt als officiële "stadsgoudsmid" (Stadtgoldschmied, een soort "artist-in-residence").[4]
- In 2009 won zij de eerste prijs op een internationale biënnale voor kunsthandwerk in Cheongju in Zuid-Korea.
- In 2008 was zij met haar Pelzcollier (bontcollier) een van de winnaars van de tweejaarlijkse wedstrijd New Traditional Jewellery.[5][6]

## Tentoonstellingen (selectie)
Enkele recente solo-tentoonstellingen:
- 2014 - Ashen lights, in Ring Weimar, Weimar[7]
- 2012 - One Piece, in Atta Gallery, Bangkok, Thailand[8]
- 2012 - One Piece, in Space duru, Seoul, Zuid-Korea[9]
- 2012 - Nora Rochel, Galerie Almstadt, München[10]
- 2011 - Herbalism, in Beyond fashion, Antwerpen[11]

In Nederland is haar werk in groepstentoonstellingen ge-exposeerd, waaronder:
- 2009 - Intimiteit, in CODA, Apeldoorn[12]

- Gemeinsame Normdatei: 1035287919
- International Standard Name Identifier: 0000 0004 0802 7582
- Virtual International Authority File: 300426163
- WorldCat: E39PBJjHfrbf864brCK6CFptrq